# Ana Maria Kreisler
Ana Maria Kreisler  (Rio de Janeiro, 10 de setembro de 1946) é uma modelo e atriz brasileiro que iniciou sua carreira artística como modelo e em trabalhos humorísticos na televisão. Após atuar na tv e no teatro, estreou sua carreira no cinema em 1976 no filme As Granfinas e o Camelô, de Ismar Porto.

## Filmografia

### Cinema
| Ano  | Título                                | Papel      |
| ---- | ------------------------------------- | ---------- |
| 1976 | As Granfinas e o Camelô               | Helena     |
| 1976 | O Sexomaníaco                         | Norminha   |
| 1977 | Os Amores da Pantera                  | Marcele    |
| 1979 | Essas Deliciosas Mulheres             | Cristina   |
| 1979 | A Força dos Sentidos                  | Andrea     |
| 1980 | Consórcio de Intrigas                 | Marli      |
| 1980 | Amada Amante                          | Aparecida  |
| 1980 | Tudo Acontece em Copacabana           | Cafetina   |
| 1980 | Por Que as Mulheres Devoram Os Machos |            |
| 1980 | O Inseto do Amor                      |            |
| 1980 | Incesto, Desejo Proibido              |            |
| 1980 | O Gosto do Pecado                     | Prostituta |
| 1981 | Delícias do Sexo                      | Tetê       |
| 1981 | Os Rapazes da Calçada                 | Sílvia     |
| 1981 | O Paraíso Proibido                    | Júlia      |
| 1981 | A Noite das Depravadas                | Socialite  |
| 1981 | A Reencarnação do Sexo                | Ana        |
| 1982 | Mulheres Liberadas                    |            |
| 1982 | O Prazer do Sexo                      | Suzi       |
| 1982 | Sexo às Avessas                       | Cláudia    |
| 1982 | Prazeres Permitidos                   | [ 5 ]      |
| 1982 | Sadismo, Aberrações Sexuais           | Joana      |
| 1982 | Fantasias Sexuais                     | Prostituta |
| 1982 | Escalada da Violência                 | Ane        |

### Televisão
| Ano  | Título                      | Papel              |
| ---- | --------------------------- | ------------------ |
| 1971 | Faça Humor, não Faça Guerra |                    |
| 1973 | Chico City                  | Namorada do Beleza |
| 1980 | Chega Mais                  | Sílvia             |